# Kepler-619c
Kepler-619c és un planeta extrasolar que forma part d'un sistema planetari format per almenys dos planetes. Orbita l'estel denominat Kepler-619. Va ser descobert l'any 2016 per la sonda Kepler per mitjà de trànsit astronòmic.